# Cerylon ferrugineum
Cerylon ferrugineum is een keversoort uit de familie dwerghoutkevers (Cerylonidae). De wetenschappelijke naam van de soort werd in 1830 gepubliceerd door James Francis Stephens.